# Australische literatuur

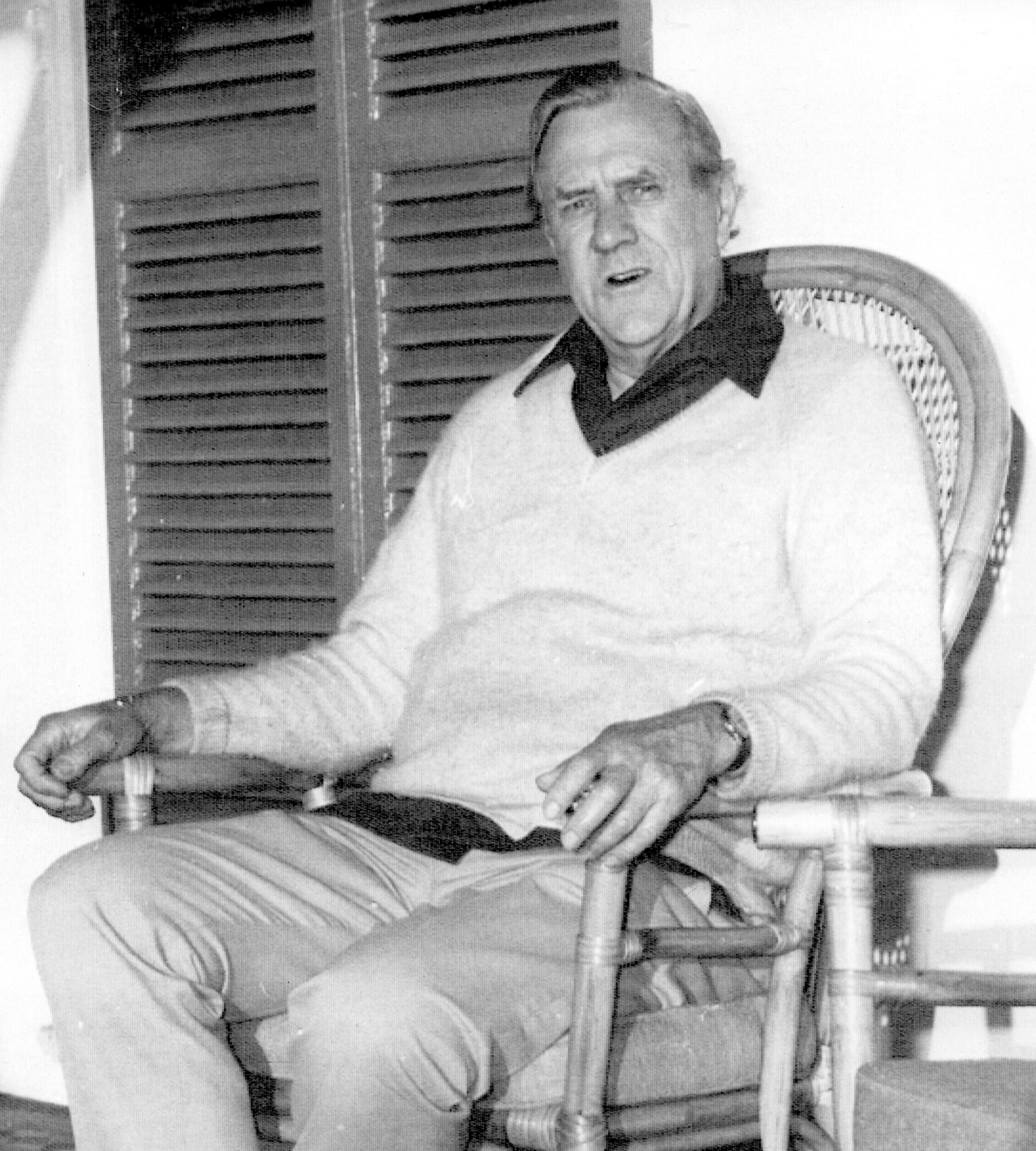
Patrick White was de eerste Australiër aan wie de Nobelprijs voor Literatuur werd toegekend (in 1973).

Australische literatuur is literair werk geproduceerd door schrijvers van het Gemenebest van Australië en de voorafgaande koloniën. Australië was een verzameling van Britse koloniën, waardoor zijn literaire traditie begint met en gekoppeld is aan de bredere traditie van de Engelse literatuur.  
Bekende Australische auteurs zijn zijn de romanschrijvers Marcus Clarke, Miles Franklin, Christina Stead, Patrick White, David Malouf, Thomas Keneally, Morris West en Colleen McCullough, de "bush-dichters" Henry Lawson en Banjo Paterson,  de toneelschrijver David Williamson en de toonaangevende expatriates Barry Humphries, Robert Hughes, Clive James en Germaine Greer. Er zijn ook Australische werken van schrijvers (meestal van allochtone oorsprong) in andere talen dan het Engels.
In de decennia volgend op de immigratie van Europese kolonisten maakte de Australische literatuur een gestage groei door. De vroegste inheemse mondelinge overleveringen, waarvan er inmiddels een aantal schriftelijk zijn vastgelegd, zijn veel ouder. De schrijvers verbonden met de 19e-eeuwse Bulletin School, zoals Henry Lawson en Banjo Paterson, wisten op een treffende wijze en met een eigen karakteristiek Australisch idioom hun ervaringen in de Australische bush te verwoorden. Hun werken zijn nog steeds erg populair. Patersons bush-gedicht Waltzing Matilda (1895) wordt zelfs beschouwd als het officieuze volkslied van Australië. Miles Franklin is de naamgever van de meest prestigieuze literaire prijs van Australië, toegekend aan de beste roman over het Australische leven. De eerste ontvanger ervan, Patrick White, ontving ook de Nobelprijs voor de Literatuur in 1973. Australische winnaars van de Man Booker Prize zijn Peter Carey, Thomas Keneally en Richard Flanagan. Andere gerenommeerde auteurs zijn David Malouf, de toneelschrijver David Williamson en de dichter Les Murray.